# Samuel Palmer (malarz)

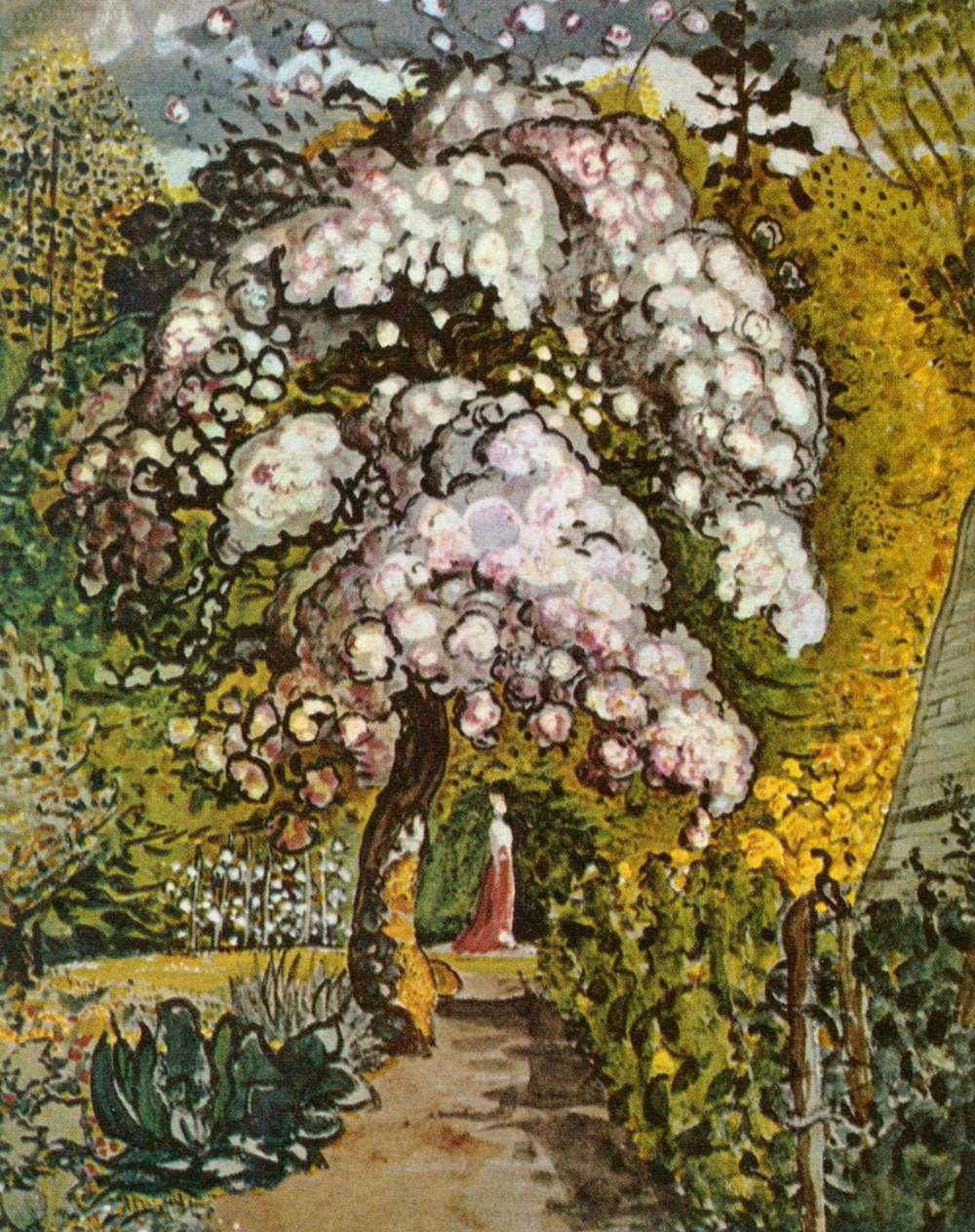
Ogród w Shoreham, Muzeum Wiktorii i Alberta

Samuel Palmer (ur. 27 stycznia 1805 w Londynie, zm. 24 maja 1881 w Redhill) – angielski malarz pejzażysta, grafik i pisarz romantyczny.
Był wyjątkowo utalentowanym dzieckiem, wystawiał swoje akwarele już od 14 roku życia w Londynie. Nie posiadał formalnego wykształcenia artystycznego, najprawdopodobniej otrzymywał jedynie wskazówki od przyszłego teścia, malarza Johna Linnella, którego poznał w 1822. Dzięki niemu zetknął się w 1824 z Williamem Blake i pod jego wpływem zaczął malować przesycone mistycyzmem pejzaże i sceny pastoralne. W 1826 osiadł w Shoreham, gdzie działał w grupie artystycznej Ancients.
Po 1832 Palmer zaczął stopniowo odchodzić od tematyki mistycznej i wizjonerskiej i zwrócił się ku tradycyjnemu malarstwu akademickiemu. W 1835 przeniósł się do Londynu a dwa lata później ożenił się z córką Linnela, Hannah. W latach 1837–39 podróżował po Włoszech. Po powrocie do Anglii i licznych przeprowadzkach osiadł na stałe w Redhill w hrabstwie Surrey. W tym czasie artysta nie cieszył się popularnością i zmuszony był do pracy w charakterze nauczyciela rysunku. Malował utrzymane w duchu tradycyjnego akademizmu pejzaże i sentymentalne sceny pasterskie. Tworzył też miedzioryty i akwaforty, zilustrował m.in. Bukoliki Wergiliusza.
Po śmierci artysty jego dorobek dość szybko został zapomniany, znaczną część prac, szkiców i notatek spalił syn Samuela, Alfred Herbert Palmer w 1906. Ponownego odkrycia wczesnej twórczości malarza dokonała w 1926 roku, kuratorka z Victoria & Albert Museum, Martin Hardie. 
Samuel Palmer miał wpływ na neoromantyków angielskich, takich jak Paul Nash, Graham Sutherland i Paul Drury. Największe zbiory jego prac posiadają kolekcje brytyjskie, m.in. Tate Britain, Muzeum Wiktorii i Alberta w Londynie oraz Ashmolean Museum w Oksfordzie i Fitzwilliam Museum w Cambridge.